# Jan Rosenthal
Jan Rosenthal, född 7 april 1986, är en tysk fotbollsspelare som spelar för SC Freiburg i Fußball-Bundesliga.
Han har även representerat sitt land både på U19- och U21-nivå.